# Севт I
Севт I или Севтес I е одриски цар от 424 до 407 пр.н.е. Син на Спарадок, племенник на Ситалк. При качването си на престола на Одриското царство подновява съюза с атиняните и увеличава данъците на елинските градове по крайбрежието.